# Bank Handlowy w Warszawie

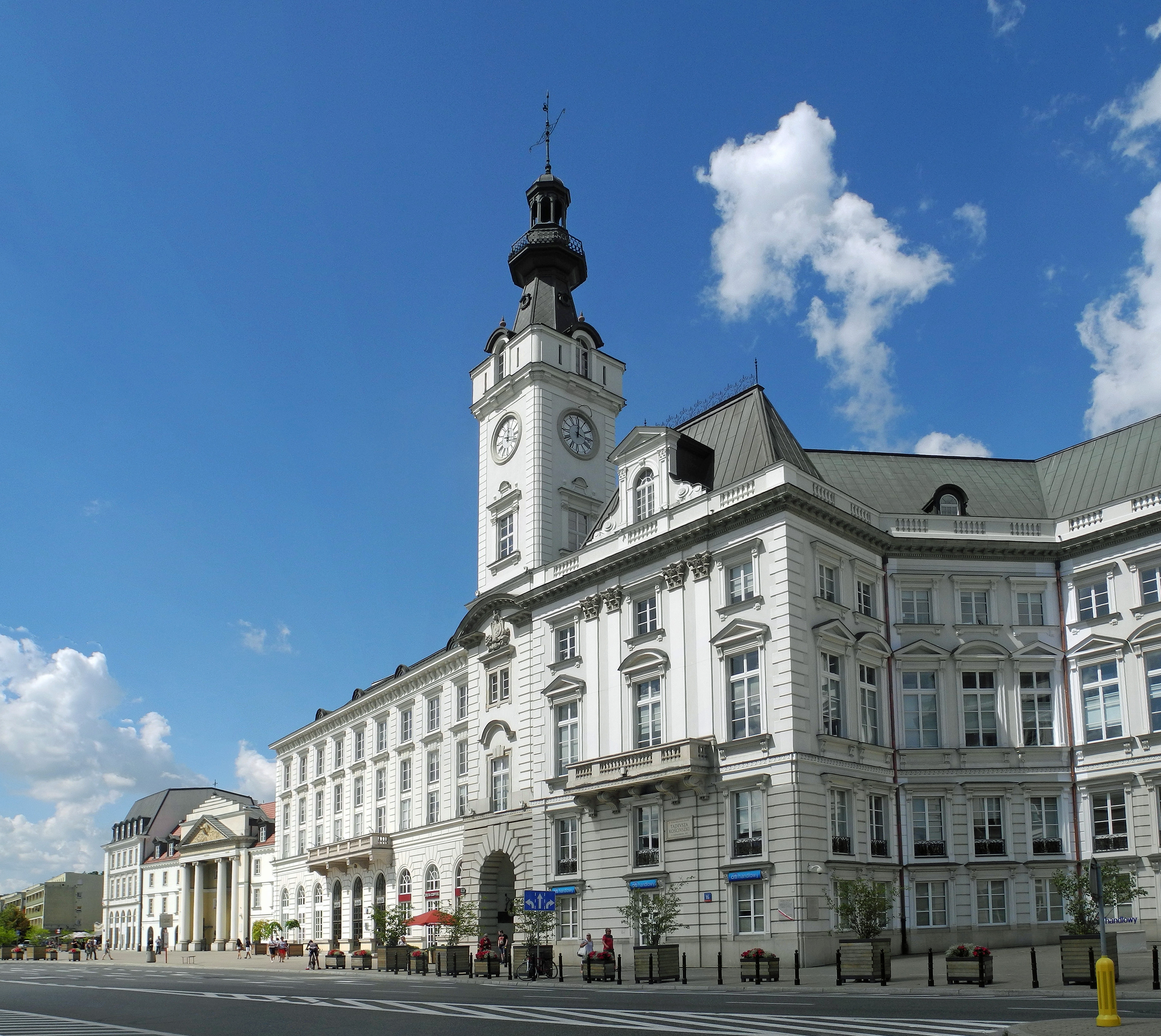
Штаб-квартира банку у Палаці Яблоновських, Варшава

Bank Handlowy w Warszawie S.A. (укр. Торговий банк у Варшаві) — польський комерційний банк зі штаб-квартирою у Варшаві. Працює під брендом «Citi Handlowy» (раніше: «CitiBank Handlowy», «Bank Handlowy w Warszawie», «Handlobank» ). 9-й банк у Польщі за вартістю активів та 18 за кількістю відділень.

## Історія
Заснований у 1870 групою осіб з числа фінансової буржуазії, землевласників та інтелігенції. Ініціатором був фінансист Леопольд Кроненберг (1812-1878). Є одним із найстаріших банків у Польщі та Європі. Першим президентом банку був Юзеф Замойський. Ще в 1872 році банк мав філії та відділення в Петербурзі, Москві, Берліні, Гданську (як «Commerzbank in Warschau»), Щецині та Лодзі, а також представництва у Влоцлавку, Плоцьку, Груйцю, Ґузуві, Любліні та Раві-Мазовецькій. У наступні роки філії були відкриті в інших містах, включаючи Лодзь і Сосновець (1895), Ченстохову (1897), Люблін (1898) та Каліш (1898). У перші роки ХХ століття «Bank Handlowy» був найбільшим приватним банком у Польщі та одним із небагатьох, які надавали фінансові послуги для торгівлі з Росією та Західною Європою. У цей період оборот банку коливався близько 2 млрд рублів, що було більше бюджету Російської імперії на той час. Банк зробив вагомий внесок у будівництво залізничної мережі та важливих промислових підприємств у Королівстві Польському. Банк не припиняв своєї діяльністі у ході обох світових війн, лише обмежуючи свою діяльність. 
Під час Другої світової війни відділення банку на анексованих до Рейху територіях були ліквідовані, а в Генеральному уряді діяли під суворим контролем окупаційної влади.
Відновлений у 1945 році, банк спочатку обслуговував приватні промислові та комерційні підприємства, а також окремі кооперативи. Як один із трьох банків, він уникнув формальної націоналізації після війни. Однак він підлягав контролю урядового уповноваженого, і уряд взяв на себе значну кількість акцій. За час існування Польської Народної Республіки був одним із двох банків (разом із «Pekao»), що працював як акціонерне товариство.
Після 1945 року «Bank Handlowy» став головним польським кореспондентом іноземних банків, а в 1964 році офіційно отримав монополію на обслуговування польських зовнішньоторговельних операцій. Це призвело до створення найбільшої на той час мережі банків-кореспондентів серед польських фінансових установ, відкриття філії у Лондоні, закордонних представництв у Нью-Йорку, Москві, Белграді, Римі та Берліні, а також філій у Відні, Люксембурзі та Франкфурті. Після 1989 року банк втратив своє привілейоване становище у зовнішній торгівлі і почав поступово перетворюватися на комерційний банк, відкриваючи численні філії в країні.
У період політичних змін банк відіграв важливу роль у скандалі Фонду обслуговування зовнішнього боргу. Значна частка валютних операцій фонду здійснювалася через «Bank Handlowy». Під час аудиту, проведеного Вищою аудиторською службою в банку у 1991–1992 рр., у звіті про аудит було виявлено численні порушення у валютній діяльності банку , автором якої була інспектор Галина Ладомирська. Звіт показав, що під час аудиту банк проводив валютну діяльність на шкоду польській економіці та оцінював збитки протягом цих двох років у 5-10 млрд доларів. У 1997 році банк був приватизований.

## Акціонери
У 2001 році відбулося злиття «Bank Handlowy w Warszawie SA» та «Citibank Polska SA». Нині найбільшим акціонером є «Citibank», який з 14 серпня 2007 року має 75% акцій та 75% голосів на Загальних зборах акціонерів.
З червня 1997 року «Bank Handlowy» котирується на Варшавській фондовій біржі, а з квітня 2011 року вона входила до списку компаній індексу «WIG20».